# Потопиха
Потопи́ха —  село в Україні, у Роменському районі Сумської області. Населення становить 163 осіб. Входить до складу Синівської сільської громади.
Після ліквідації Липоводолинського району 19 липня 2020 року село увійшло до Роменського району.

## Географія
Село Потопиха розташоване біля річки Суха Долина, яка за 4 км впадає в річку Грунь, нижче за течією на відстані 3 км розташоване село Подільки.
Поруч пролягає автомобільний шлях Т 1913.

## Історія
Виникненням свого найменування завдячує часам Петра І. Так, історичні матеріали свідчать, що на цій території (також у сусідньому селі Підставках) перебували загони Петра І. Через велику заболоченість місцевості (а також, як додає легенда, через значні опади, що сталися на той час) було дуже важко пересуватися кіньми, тому декілька коней разом з вершниками загинули в цих болотах - потопилися.
Село постраждало внаслідок геноциду українського народу, проведеного урядом СРСР 1923-1933 та 1946-1947 роках.
До 2018 року орган місцевого самоврядування — Подільківська сільська рада.

## Відомі люди
- Даниленко Володимир Андрійович — український політик, Народний депутат України.
- Марценюк-Кухарук Марія Гаврилівна — українська вчена-хімік, доктор технічних наук.